# 쇼처럼 즐거운 인생은 없다
쇼처럼 즐거운 인생은 없다(There's No Business Like Show Business)는 미국에서 제작된 월터 랭 감독의 1954년 뮤지컬 영화이다. 에델 머먼 등이 주연으로 출연하였고 솔 C. 시겔 등이 제작에 참여하였다.

## 출연

### 주연
- 에델 머먼
- 도널드 오코너
- 마릴린 먼로
- 댄 데일리
- 조니 레이
- 밋지 게이너

### 조연
- 리처드 이스덤
- 휴 오브라이언
- 프랭크 맥휴
- 리스 윌리엄스
- 리 패트릭
- 이브 밀러
- 로빈 레이몬드
- 엘비 무어
- 라일 탤봇
- 칙 챈들러

## 제작진
- 의상: 찰스 르 마리
- 의상: 트라빌라
- 의상: 마일즈 화이트